# Ilha Uyedineniya
A ilha Uyedineniya (ou Uedinenia, em russo:  Остров Уединения; em norueguês:  Ensomheden) é uma ilha desabitada e isolada na parte central do mar de Kara, aproximadamente a meio caminho entre Novaya Zemlya e Severnaya Zemlya. A sua latitude é 77° 29' N e a longitude 82° 30' E. É também chamada ilha Einsamkeit (do alemão Einsamkeit Insel) e mais raramente ilha Solitária ou ilha da Solidão (em mapas ingleses Lonely Island ou Solitude Island). Pertence ao krai de Krasnoiarsk.
Foi descoberta em 26 de agosto de 1878 pelo explorador norueguês Edvard Holm Johannesen, de Tromsø.